# 杖藜
杖藜（学名：Chenopodium giganteum）为苋科藜属的植物。分布在世界广布以及中国大陆的陕西、河南、甘肃、云南、四川、湖南、广西、湖北、辽宁、贵州等地，生长于海拔1,000米至2,000米的地区，多生长于路边半野生，目前尚未由人工引种栽培。

## 别名
红盐菜（广西）